# سیلک کات
سیلک کات (به انگلیسی: Silk_Cut) یک برند سیگار است؛ مالک فعلی این برند تنباکوی ژاپن است. این برند در سال ۱۹۶۴ پایه‌گذاری گردید.